# Brzuch Paryża

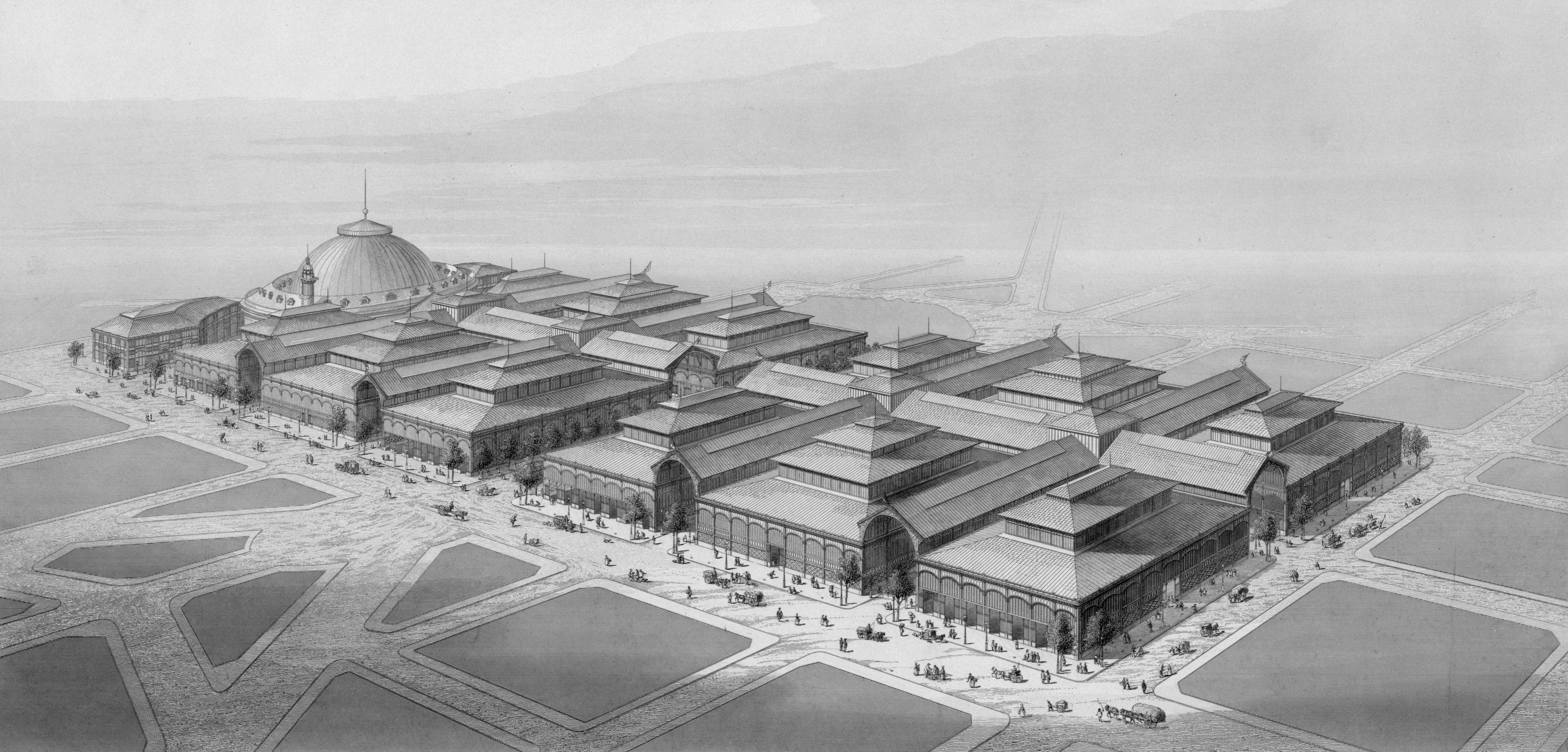
Hale Baltarda- tytułowy brzuch Paryża

Brzuch Paryża (fr. Le ventre de Paris) – trzecia powieść z cyklu Rougon-Macquartowie, której akcja rozgrywa się w czasach II Cesarstwa w paryskiej dzielnicy Hal. Głównym bohaterem jest Florentyn, niespokrewniony z pierwszoplanową rodziną, jedynie spowinowacony z Lizą Macquart-Quenu. Utwór podejmuje problematykę życia codziennego ubogich paryskich handlarzy w Halach.

## Treść
Główny bohater, Florentyn Quenu, jest byłym więźniem politycznym, któremu udała się ucieczka z deportacji do Kajenny. Mężczyzna trafił do więzienia, gdyż znalazł się w okolicach barykady wzniesionej przez republikanów w czasie zamachu stanu w 1851 r. i ubrudzony krwią przypadkowo zabitej kobiety, został uznany za niebezpiecznego wywrotowca. Po powrocie do Francji Florentyn szuka schronienia w domu swojego brata, ożenionego z Lizą Macquart. Małżeństwo posiada w Halach względnie prosperujące stoisko z serami i mięsem.
Dzięki bratu Florentyn uzyskuje w Halach posadę inspektora. W zakres jego obowiązków wchodzi kontrola higieny i warunków pracy na największym paryskim targowisku. Nadzorując pracę handlarek i handlarzy, zdobywa przyjaźń jednych i naraża się na niechęć drugich. Przerażony fatalną sytuacją społeczną panującą w Halach, zaczyna czytać pisma radykalnych socjalistów i zakłada kółko lewicowe. Brakuje mu jednak zdolności organizatorskich. Ostatecznie bratowa wydaje go w ręce policji, namówiona do tego przez handlarki, którym Florentyn jako inspektor przeszkadzał. Sąd wojskowy, po znalezieniu u niego radykalnych pism oraz planów powstania, skazuje go na ponowną deportację.

## Wartość literacka i cechy utworu
Brzuch Paryża jest pierwszym dziełem, w którym Zola bezpośrednio podjął temat życia codziennego miejskiej biedoty. Widać w nim liczne cechy, które rozwiną się w pełni w dalszych powieściach, jak W matni i Germinal – użycie języka potocznego, zastosowanie wyrażeń właściwych slangowi robotników, ale i monumentalne opisy miejsc akcji, w tym wypadku kompleksu Hal. Zola postanowił podjąć w nim próbę przeniesienia impresjonistycznej techniki na grunt powieściowy. Szczególną sławę zdobył opis straganu z serem, w którym pełen rozmachu literacki język zostaje użyty do przedstawienia błahego, uważanego dotąd za niegodny, tematu. Sam autor określił książkę jako „poemat brzucha”. Po raz pierwszy również Zola dokonał typowego dla późniejszych utworów zabiegu – ożywienia i monumentalizacji przedmiotu martwego (który stał się, według określenia A. Lanoux, „dziwotworem” – postacią rozwijającą się mimo woli artysty), w tym wypadku kompleksu Hal
Tworząc postać młodego idealisty Florentyna i jego rewolucyjną biografię Zola wykorzystał szereg autentycznych epizodów odnalezionych w książkach lewicowych historyków Cesarstwa – prawdziwy jest opis traktowania więźniów zesłanych do Gujany Francuskiej oraz epizod, w którym konwój więźniów prowadzonych do aresztu tarasuje drogę grupie powozów udających się na bal, ku wściekłości ich właścicieli. Kwestia społeczna jest bowiem drugim – obok opisu Hal – wielkim tematem utworu. W zamyśle autora Brzuch Paryża – obraz średnio zamożnego mieszczaństwa i całkowitej biedoty – miał stanowić dopełnienie Zdobyczy jako obrazu społecznego wczesnej fazy II Cesarstwa, natomiast warstwa drobnych posiadaczy – reprezentowana przez małżeństwo Quenu – poddana równie surowej krytyce, co wielka burżuazja z powodu analogicznego materializmu i niepohamowanego pędu do bogacenia się. Zola sugerował wręcz, że Florentyn i Liza uosabiają typową dla współczesnych mu społeczeństw walkę Tłustych z Chudymi, którą na razie ci drudzy przegrywają.
O ile recenzenci, nie mogąc zrozumieć wyboru tematu, dziwili się autorowi, że zdecydował się na opisywanie życia w jednej z gorszych dzielnic miasta, powieść wzbudziła entuzjazm w kręgach młodych literatów-adeptów naturalizmu. Jej miłośnikiem był m.in. Guy de Maupassant

## Adaptacje
- Sztuka teatralna autorstwa Émile’a Zoli i Williama Busnacha z lat 80. XIX wieku